# Lóka

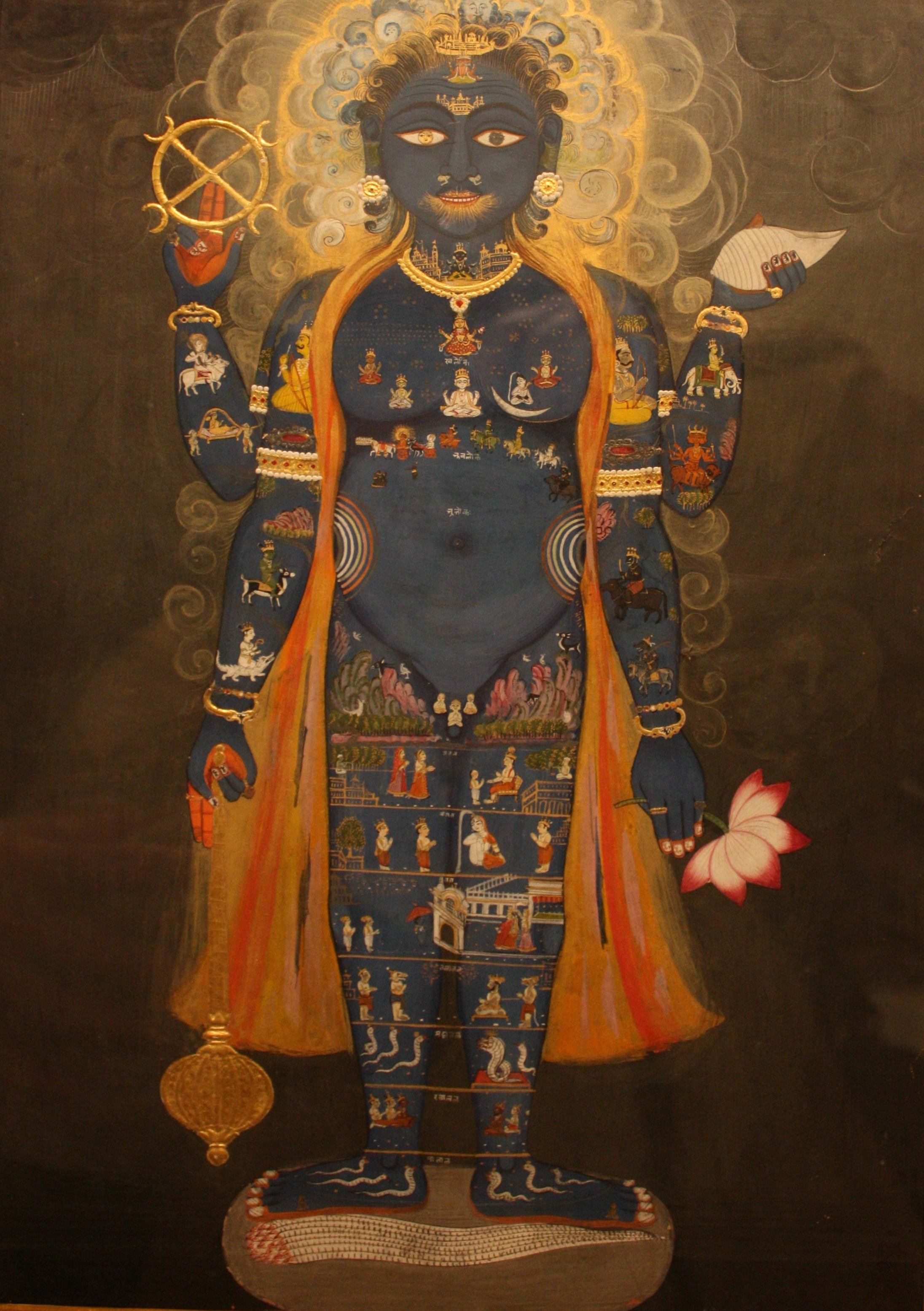
Višnu jako kosmický muž s vyobrazením lóků na těle, radžastánská malba, cca 1800-1820

Lóka, sanskrtsky „svět“, je v hinduismu označení pro vesmír nebo některou z jeho částí, často spojenou s nějakým konkrétním božstvem. Vesmír je v hinduismu chápán často jako tri-lóka „trojsvět“, skládající se z nebes (Svarga), země a podsvětí (Pátála), ve védské náboženství byl svět také rozdělen na tři části: nebesa, povětří a zemi, nebo nebe, povětří a vody. Tyto světy jsou pak dále děleny, zpravidla na čtrnáct menší světů. S lóky jsou spojovány i čakry v lidském těle, sedm horních světů odpovídá sedmi čakrám, zatímco dolní světy části těla, která se nachází pod nimi. Koncept lóků se objevuje i v buddhismu, kde jsou namísto božstev spojovány s buddhy či bódhisattvy.
Další dělení světů se liší v závislosti na pojetí. V některých puránách je uváděno že existuje čtrnáct světů a ty jsou součástí brahmady – kosmického vejce. Příkladem výčtu sedmi horních a sedmi dolních světů může být:
- Bhulóka
- Země
- Bhurvalóka
- Svarlóka
- Maharlóka
- Janarlóka
- Satjalóka

- Atála
- Vitála
- Sutála
- Talatála
- Mahátala
- Rasatala
- Pátála

V jiných pramenech lze zase nalézt celkem sedm světů: Brahmálóka, Pitrilóka, Sómalóka, Indralóka, Gandharvalóka, Rákšasalóka, Jakšalóka a Pišáčalóka, které jsou zpravidla pojmenovány podle svých božských vládců či obyvatel. Mezi další lóky patří například Vaikuntha, kde sídlí Višnu, Goloka, kde sídlí Kršna, Šivalóka kde sídlí Šiva nebo Naraka, sídlo boha smrti Jamy, v kterém dočasně přebývají hříšníci.